# Juan Pedro Ascery
Juan Pedro Ascery, parfois prénommé Pedro ou Jean-Pierre,, né le 16 d'octobre 1950 à Mercedes, Soriano (Uruguay), est un footballeur international uruguayen, qui réalise l'essentiel de sa carrière professionnelle à l’OGC Nice, en France.

## Carrière
Défenseur central « rugueux », révélé au Danubio FC, en championnat d'Uruguay, il y joue de 1967 à 1972 et obtient ses deux seules sélections en équipe nationale en mai 1972.
Il est peu après recruté par l’OGC Nice, en France, où il va jouer neuf saisons. Entre 1972 et 1981, il y dispute 242 matchs au total (203 en championnat) et marque 17 buts (il tire régulièrement les penaltys obtenus par son équipe). Avec Nice, il termine à deux reprises à la 2e place du championnat de France, en 1973 et 1976. Il atteint également avec son club la finale de la Coupe de France 1978 sous les ordres de Léon Rossi, mais ne joue pas la finale perdue face à Nancy.
Il termine sa carrière en France, et joue à Châteauroux (1981-1982), Cannes (1982-1984) puis Vallauris, à un niveau amateur (1984-1989).
Resté particulièrement attaché au club niçois et resté vivre dans la région, Ascery est fondateur de l’association des anciens joueurs « Anciens Aiglons ».

## Statistiques
| Saison    | Club                          | Div | Classement | Matchs | Buts |
| --------- | ----------------------------- | --- | ---------- | ------ | ---- |
| 1967      | Danubio FC                    | I   | 6          | -      | -    |
| 1968      | Danubio FC                    | I   | 10         | -      | -    |
| 1969      | Danubio FC                    | I   | 11         | -      | -    |
| 1970      | Danubio FC                    | II  | -          | -      | -    |
| 1971      | Danubio FC                    | I   | 5          | -      | -    |
| 1972      | Danubio FC                    | I   | 10         | -      | -    |
| 1972-1973 | OGC Nice                      | I   | 2          | 5      | 0    |
| 1973-1974 | OGC Nice                      | I   | 5          | 17     | 1    |
| 1974-1975 | OGC Nice                      | I   | 14         | 31     | 0    |
| 1975-1976 | OGC Nice                      | I   | 2          | 24     | 0    |
| 1976-1977 | OGC Nice                      | I   | 7          | 24     | 1    |
| 1977-1978 | OGC Nice                      | I   | 8          | 30     | 3    |
| 1978-1979 | OGC Nice                      | I   | 15         | 28     | 3    |
| 1979-1980 | OGC Nice                      | I   | 15         | 33     | 5    |
| 1980-1981 | OGC Nice                      | I   | 15         | 11     | 0    |
| 1981-1982 | La Berrichonne de Châteauroux | II  | 14         | 10     | 0    |
| 1982-1983 | AS Cannes                     | II  | 7          | 21     | 0    |
| 1983-1984 | AS Cannes                     | II  | 6          | 4      | 0    |
| 1984-1985 | Stade Vallauris               | VI  | -          | -      | -    |
| 1985-1986 | Stade Vallauris               | VI  | -          | -      | -    |
| 1986-1987 | Stade Vallauris               | V   | -          | -      | -    |
| 1987-1988 | Stade Vallauris               | IV  | -          | -      | -    |
| 1988-1989 | Stade Vallauris               | III | -          | -      | -    |